# Merremia hungaiensis
Merremia hungaiensis là một loài thực vật có hoa trong họ Bìm bìm. Loài này được (Lingelsh. & Borza) R.C. Fang mô tả khoa học đầu tiên năm 1979.